# Portessie
Portessie est une localité de Moray, en Écosse.
En 1885 le village de pêcheurs se développe, et on y trouve 145 bateaux de pêche employant 300 hommes, pour une population dépassant 1 000 habitants.

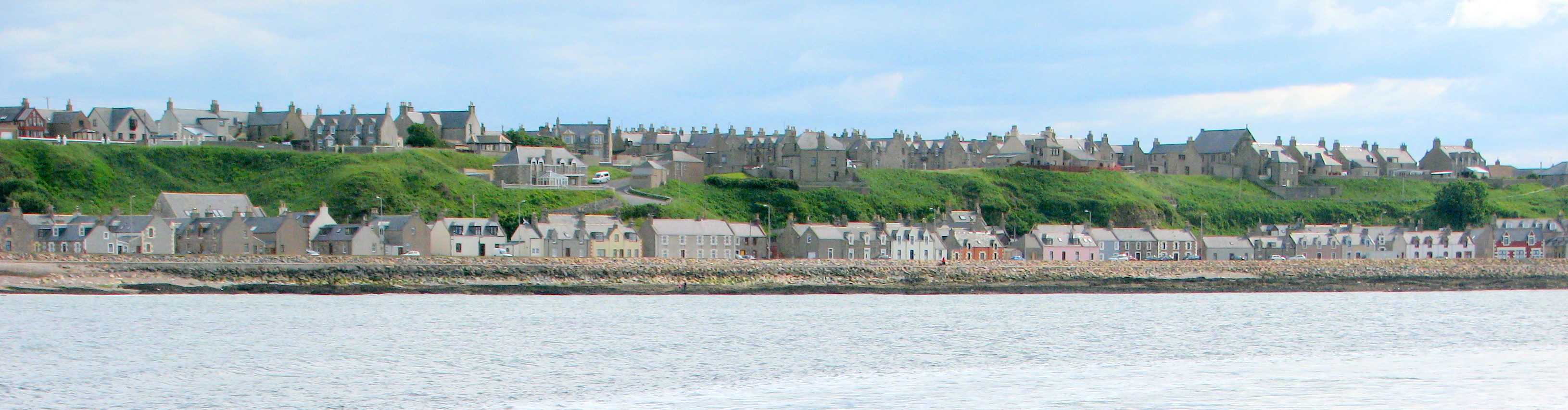
Vue de Portessie depuis la mer